# Glasbeni neoklasicizem
Neoklasicizem je kompozicijski stil v glasbi 20. stoletja.
Ta stilna smer se je pojavila ob koncu 1. svetovne vojne, v času atonalne revolucije in dodekafonskega sistema Arnolda Schoenberga. Neoklasicizem je nastal kot reakcija na takrat še vedno odmirajočo poetičnost romanične glasbe in kot reakcija na zvočno in akordno bogastvo impresionizma. Že pred 1. svetovno vojno se je glasba osvobodila tonalnosti in dur-molovskega sistema, vendar v takem stanju ni mogla dolgo živeti. Podobno, kot pri vseh ostalih zgodovinskih razvojnih ali revolucionarnih dogodkih, ki opuščajo staro in hočejo novo, je glasbo prevelika svoboda vodila v anarhijo, komponistične postopke pa v slepo ulico. 
Nekateri skladatelji so v tem videli potrebo po iskanju starega v tradiciji oziroma novem klasicizmu. Leta pred 1. svetovno vojno so glasbi prinesla prodor v neznano, povojna leta pa neoklasicizem; ki predstavlja neke vrste preporod in obnovitev nečesa, kar je bilo pozabljeno. Skladatelji so se obračali k baroku- zato tudi izraz neobarok, ki se zrcali zlasti v polifoniji in motoričnosti ritma; in v klasicizem, da bi se tam naučili ravnovesja med vsebino in obliko. To je bilo njihovo izhodišče, katerega so začinili s tedaj sodobnim glasbenim jezikom.
V okviru neoklasicizma so v 20. stoletju delovali mnogi skladatelji in nekateri to počno še danes. Najslavnejši med njimi so:
- skladatelji »skupine šestih« (Les Six)
  - Georges Auric
  - Louis Durey
  - Arthur Honegger
  - Darius Milhaud
  - Francis Poulenc
  - Germaine Tailleferre
- Jean Françaix
- Aram Hačaturjan
- Paul Hindemith
- Zoltan Kodaly
- Frank Martin
- Bohuslav Martinů
- Goffredo Petrassi
- Sergej Prokofjev
- Igor Stravinski
- Dmitrij Šostakovič
- Viktor Ullmann